# الولايات المتحدة خلال حرب الاستقلال التركية

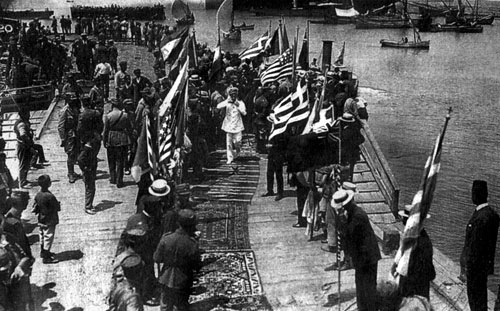
احتفال في باندرمة يظهر فيه العلمان اليوناني والأمريكي (يوليو 1920)

خلال الحرب العالمية الأولى، خاضت الإمبراطورية العثمانية والولايات المتحدة قتالاً في جانبين متعاكسين، لكنهما لم يعلنا الحرب على بعضهما البعض رسميًا. ومع ذلك، حملت السفن الأمريكية أسلحة لدول الوفاق أثناء حملة جاليبولي .
هُزمت الإمبراطورية العثمانية وحلفاؤها في نهاية المطاف وتم توقيع هدنة مودروس، وطلبت دول الوفاق أن تكون إسطنبول ومنطقة مرمرة وأرمينيا الكبرى تحت سيطرة الانتداب الأمريكي، حتى أن بعض المجتمعات التركية دافعت عن فكرة سيطرة الولايات المتحدة على كامل الأناضول.
ويقال إن الولايات المتحدة ساعدت دول الوفاق خلال حرب الاستقلال التركية؛ وقد شملت المساعدات الأميركية الدعم اللوجستي، ولكن لم تقتصر عليه، فقدمت السفينة الحربية الأمريكية يو إس إس أريزونا وثلاث سفن حربية أمريكية أخرى الحماية لليونانيين أثناء الإنزال اليوناني في إزمير. قصفت السفن الحربية اليونانية (بما في ذلك الطراد جورجيوس أفيروف) والمدمرات الأمريكية يو إس إس ساندز ويو إس إس ماكفارلاند ويو إس إس ستورتيفانت مدينة سامسون الساحلية في 7 يونيو 1922 لمساعدة المتمردين اليونانيين البنطيين في المنطقة،  وأدى القصف إلى مقتل أربعة مدنيين أتراك وإصابة ثلاثة آخرين، كما تسبب الهجوم في أضرار واسعة النطاق في المدينة، وتدمير عشرات المباني. 

## قائمة السفن الحربية

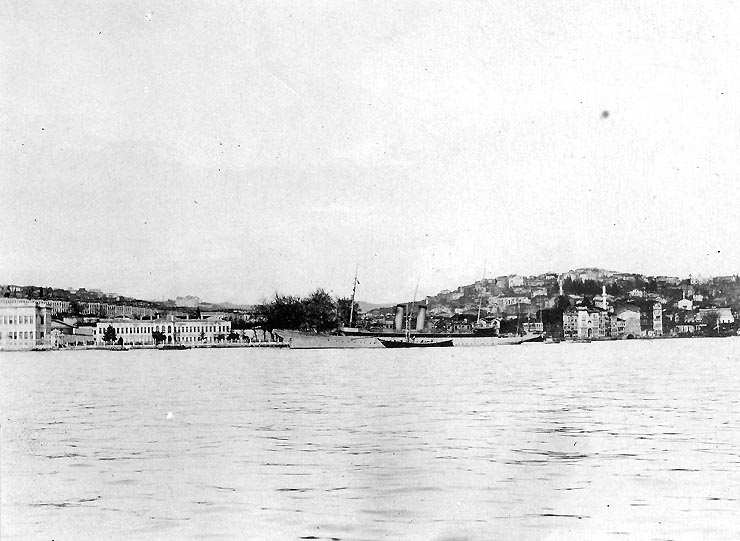
السفينة الحربية الأمريكية يو إس إس نوما أمام قصر طولمة باغجة

خدمت العديد من السفن الحربية الأمريكية في المياه الإقليمية التركية بين عامي 1908 و1923. يمكن إدراج أهمها على النحو التالي؛ 
- يو إس إس سكوربيون
- يو إس إس ألدين
- يو إس إس أريزونا
- يو إس إس نوما
- يو إس إس مارثا واشنطن
- يو إس إس داير
- يو إس إس دو بونت
- يو إس إس ويبل
- يو إس إس روبر
- يو إس إس جريجوري
- يو إس إس لوسي
- يو إس إس مانلي
- يو إس إس تاتنال
- يو إس إس همفريز
- يو إس إس ساندز
- يو إس إس ستورتيفانت
- يو إس إس فوكس
- يو إس إس ماكفارلاند
- يو إس إس كين
- يو إس إس هاتفيلد
- يو إس إس جيلمر
- يو إس إس هوبكنز
- يو إس إس أوفيرتون
- يو إس إس كينج
- يو إس إس باري
- يو إس إس جوف
- يو إس إس باينبريدج
- يو إس إس بريدج

### الاستشهادات
1. ↑  Cevizoğlu 2007، صفحة 54.
2. ↑  Cevizoğlu 2007، صفحة 66.
3. ↑  Cevizoğlu 2007، صفحة 77.
4. ↑  Cevizoğlu 2007، صفحة 64-65.